# Ilse Ipsen
Ilse Ipsen (* 1950 in Deutschland) ist eine deutsch-amerikanische Mathematikerin und Hochschullehrerin. Zu ihren Forschungsgebieten gehören die Numerische Lineare Algebra, randomisierte Algorithmen, Numerische Analysis, Matrixtheorie.

## Leben und Forschung
Ipsen studierte an der Technischen Universität Kaiserslautern, wo sie 1977 das Vordiplom in Informatik/Mathematik summa cum laude ablegte. 1983 promovierte sie bei Don Heller an der Pennsylvania State University mit der Dissertation: Systolic Arrays for VSLI. Von 1983 bis 1993 arbeitete sie im Bereich Computer Science an der Yale University in New Haven als Forscherin, Assistant Professor und ab 1988 als Associate Professor.  Zeitgleich forschte sie 1984 und 1985 am Institute for Computer Applications in Science and Engineering im Langley Research Center der NASA und 1986 im Atomic Energy Research Establishment, dem früheren Hauptzentrum für Atomenergieforschung und -entwicklung in Großbritannien. Von 1993 bis 1998 war sie Associate Professorin und wurde danach Professorin für Mathematik an der North Carolina State University.

## Auszeichnungen (Auswahl)
- Fellow, American Association for the Advancement of Science
- Fellow, Society for Industrial and Applied Mathematics
- SIAM VP at Large (2016–2017)
- SIAM VP for Programs (2004–2009)
- Section Editor, SIAM Review (2005–2011)

## Redaktionsmitgliedschaft bei Zeitschriften
- SIAM Book Series on Data Science (Editor in Chief)
- SIAM Book Series on Fundamentals of Algorithms
- SIAM Review
- Acta Numerica
- Numerische Mathematik
- Numerical Linear Algebra With Applications

## Veröffentlichungen (Auswahl)
- Numerical Matrix Analysis: Linear Systems and Least Squares, SIAM, 2009, ISBN 978-0-89871-676-4